# Венера из Долни Вестонице
Венера из Долни Вестонице (чеш. Věstonická venuše) је фигура Венере, керамичка статуета голе женске фигуре датирана из 29.000 − 25.000. п. н. е. (граветијен индустрија). Пронађена је на палеолитском налазишту Долни Вестонице у Моравској јужно од Брна, у подножју планине Девин, 549 м. Ова фигурица и неколико других са оближњих локација најстарији су познати керамички производи на свету.

## Опис
Фигура је висока 111 мм, и широка 43 мм у најширем делу и направљена је од глине печене на релативно ниској температури (500 °C - 800 °C). Статуета прати општу морфологију осталих фигура Венере: изузетно велике груди, стомак и бокови, можда симболи плодности, релативно мала глава и мало детаља на остатку тела.
Палеолитско насеље Долни Вестонице у Моравској, део Чехословачке у време када су започета организована ископавања, а сада се налази у Чешкој, од 1924. године је под систематским археолошким истраживањима, које је покренуо Карел Абсолон. Поред фигурице Венере, у Долни Вестонице пронађене су фигуре животиња - медведа, лава, мамута, коња, лисице, носорога и сове - и више од 2.000 куглица спаљене глине.
Фигурица је откривена 13. јула 1925. године у слоју пепела, разбијена на два дела. Једном изложена у Моравском музеју у Брну, сада је заштићена и ретко доступна јавности. Она је била изложена у Националном музеју у Прагу од 11. октобра 2006. године до 2. септембра 2007. године, као део изложбе Ловци Мамута.   Представљена је у Моравском музеју у Брну на изложби „Праисторијска уметност у централној Европи“. Вратила се у складиште јуна 2009. Научници периодично испитују статуету. Томографским снимком 2004. године пронађен је отисак прста детета, процењеног између 7 и 15 година, спаљен на површини; Кралик, Новотни и Олива (2002) сматрају да дете вероватно није кандидат за њеног творца.

## Галерија
- Венера из Долни Вестонице (напред)
- Венера из Долни Вестонице (назад)
- Венера из Долни Вестонице (лева страна)
- Венера из Долни Вестонице (десна страна)